# 片冈都美
片冈都美（日语：／ Kataoka Tomomi），别名片冈郁美（日语：／ Kataoka Ikumi），是日本的实业家、酒店经营者。她于2006年和秘鲁前总统阿尔韦托·藤森结婚。她是Pricess Garden酒店的社长。